# Cizancourt
Cizancourt település Franciaországban, Somme megyében. Lakosainak száma 26 fő (2022. január 1.). Cizancourt Épénancourt, Licourt és Saint-Christ-Briost községekkel határos.

## Népesség
A település népességének változása:
| Lakosok száma | 38   | 35   | 34   | 32   | 31   | 29   | 28   | 26   |
|               | 2013 | 2015 | 2017 | 2018 | 2019 | 2020 | 2021 | 2022 |